# Quintus Fabius Maximus Cunctator
Quintus Fabius Maximus Verrucosus Cunctator (280 př. n. l. – 203 př. n. l.) byl římský konzul, vojevůdce a diktátor. Jako diktátor uplatňoval proti Hannibalově postupu za druhé punské války taktiku spálené země.

## Přízviska
Přízviska (agnomen) Verrucosus a Cunctator v latině znamenají „bradavičnatý“ a „váhavec“. Druhé mu bylo přiřknuto kvůli jeho taktice vyhýbání se střetu s nepřítelem během druhé punské války.

## Život
Quintus Fabius Maximus pocházel ze známé patricijské rodiny Fabiů. Poprvé zastával úřad konzula v roce 233 př. n. l.. Po drtivé porážce římských legií Hannibalem v bitvě u Trasimenského jezera během druhé punské války, ve které padl i jeden z tehdejších konzulů Gaius Flaminius, jej římský senát zvolil diktátorem.
Fabius Maximus zvolil taktiku postupného vyčerpávání početně silnější kartaginské armády. Vyhýbal se přímému střetu s ní, místo toho se soustředil na drobné útoky a přerušování kartaginského zásobování. To se mu do značné míry dařilo, čímž účinně oslaboval Hannibalovu armádu. Tím získával čas na postavení nových legií a zároveň snižoval sílu Kartáginců. Ačkoliv však byla jeho „vyčkávací“ taktika přínosná, nezískala si sympatie Římanů, kteří jej obdařili přezdívkou Cunctator, česky Váhavec.
Po vypršení zákonné půlroční lhůty pro složení diktátorského úřadu se velení legií ujali noví konzulové, zdrženlivý a podle Plútarcha údajně Fabiově strategii nakloněný Lucius Aemilius Paullus a bojovně naladěný Gaius Terentius Varro, kteří Fabiovu vyčkávací taktiku opustili, což vedlo k bitvě u Kann, ve které Římané utrpěli zdrcující porážku. Paullus v bitvě společně s většinou legionářů padl, Varro s hrstkou v závěru bitvy prchl, čímž si zachránil život, a Hannibalovi se otevřela cesta na Řím, kde byl opět narychlo zvolen diktátor, Marcus Iunius Pera.
Nyní již byla Fabiova strategie doceněna a znovu využita, římská vojska se varovala dalšího zničujícího střetu s Kartáginci. Quintus Fabius Cunctator se stal konzulem ještě třikrát, a to na zbytek roku 215 př. n. l., roku 214 př. n. l. a roku 209 př. n. l. Toho roku téměř osmdesátiletý Quintus Fabius znovudobyl Tarent a v Římě oslavil triumf. Quintus Fabius Cunctator v následujících letech oponoval Scipionovi a jeho válečným plánům. Zemřel roku 203 př. n. l. nedlouho před Scipionovou vítěznou bitvou u Zamy a kapitulací Kartága.